# Tsaiorchis neottianthoides
Tsaiorchis neottianthoides là một loài thực vật]] thuộc họ Orchidaceae. Đây là loài đặc hữu của Trung Quốc.